# Rios de Sena
Rios de Sena foi uma capitania da colónia portuguesa de Moçambique surgida em 1752[carece de fontes?] no vale do Rio Zambeze, uma das três capitanias da colónia de Moçambique (com Ilha de Moçambique e Sofala). A capital foi inicialmente a vila de Sena, sendo transferida em 1767 para Tete.
Galvão da Silva viajou pela região em 1787 e 1788 para angariar pagamentos de impostos entre os indígenas que reconheciam a soberania Portuguesa, principalmente na Tete. Explorou a região do Tete-Cabrabaca Maxinga-Chicorongo, recolhendo minerais e amostras botânicas.
O governador Francisco José de Lacerda e Almeida (nomeado em 1797), destacou-se como explorador (1798).
Em 1820 coexistiam umas cinquenta unidades tribais independentes. Em julho de 1821 emigram alguns grupos provenientes do sul, entre eles os nguni de Gaza (província) dirigidos por Sotshanange.
Em 1829 foi incorporada na capitania de Quelimane, mas foi novamente separada em 1853. Em 1858 as duas capitanias foram unidas de nove por decreto real, formando a província da Zambézia.